# Winters (Teksas)
Winters – miasto w Stanach Zjednoczonych, w stanie Teksas, w hrabstwie Runnels.